# کایل واکر
کایل اندرو واکر (انگلیسی: Kyle Andrew Walker؛ زادهٔ ۲۸ مهٔ ۱۹۹۰) بازیکن فوتبال اهل انگلستان است که در پست دفاع راست به صورت قرضی از منچستر سیتی برای باشگاه آ.ث.میلان و تیم ملی فوتبال انگلستان  بازی می کند. 

## بازی باشگاهی

### شفیلد یونایتد
واکر در سن هفت سالگی به تیم شفیلد یونایتد پیوست. او در سال ۲۰۰۸ به مدت یک ماه به صورت قرضی در تیم نورث‌همپتون تاون بازی کرد.

### تاتنهام

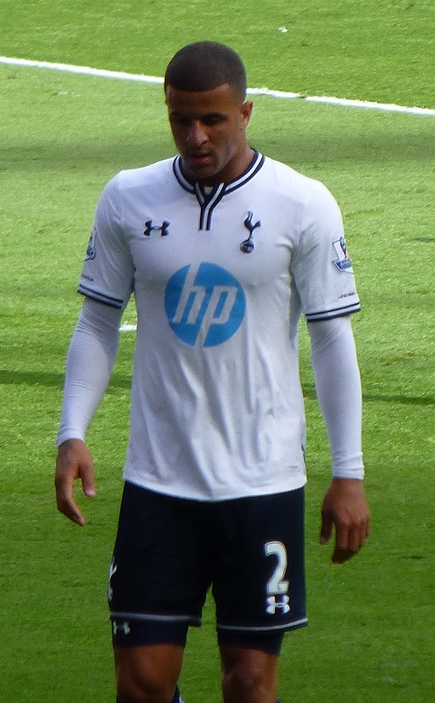
۲۰۱۳

واکر در سال ۲۰۰۹ به تاتنهام پیوست. وی بعدها به تیم‌های شفیلد یونایتد، کویینز پارک رنجرز و استون ویلا قرض داده شد.

### منچستر سیتی
واکر در چهاردهم ژوئیه سال ۲۰۱۷ با قراردادی ۵ ساله به منچستر سیتی پیوست. بنا به گزارش‌ها، مبلغ این انتقال، ۴۵ میلیون پوند همراه با ۵ میلیون پوند پاداش است.
این انتقال، واکر را تبدیل به دومین مدافع گران‌قیمت تاریخ کرد. گری لینکر مجری معروف فوتبالی به طعنه دربارهٔ این انتقال گفت: «مدافع کناری، کایل واکر در ازای ۵۰ میلیون پوند به گران‌ترین مدافع تاریخ تبدیل شد. تصور کنید اگر او توانایی سانتر کردن توپ را داشت، چقدر می‌ارزید».

## افتخارات

### تاتنهام هاتسپر
- جام اتحادیه باشگاه‌های انگلستان نایب قهرمان(۱): ۱۵–۲۰۱۴

### منچستر سیتی
- لیگ برتر فوتبال انگلستان(۵): ۱۸–۲۰۱۷[۱۴] ۲۰۱۸-۲۰۱۹- ۲۰۲۰-۲۰۲۱ ۲۰۲۱–۲۰۲۲
- جام اتحادیه باشگاه‌های انگلستان(۴): ۲۰۱۷–۲۰۱۸، ۲۰۱۸–۲۰۱۹، ۲۰۱۹–۲۰۲۰، ۲۰۲۰–۲۰۲۱،
- سوپر جام فوتبال انگلستان(۲): ۲۰۱۸ ،۲۰۱۹
- لیگ قهرمانان اروپا ۲۰۲۲_۲۰۲۳
- سوپرکاپ اروپا ۲۰۲۲_۲۰۲۳

### فردی
- مسابقات قهرمانی فوتبال زیر ۲۱ سال اروپا ۲۰۱۱ تیم منتخب مسابقات: ۲۰۱۱[۱۵]
- بازیکن جوان سال پی‌اف‌ای: ۱۲–۲۰۱۱
- تیم سال پی‌اف‌ای: ۱۲–۲۰۱۱، ۱۷–۲۰۱۶، ۱۸–۲۰۱۷[۱۶]